# Georg Andreas Böckler
Georg Andreas Böckler (Cronheim, 1617 – Ansbach, 21 febbraio 1687) è stato un architetto e ingegnere tedesco specializzato in idraulica.
Scrisse Architectura Curiosa Nova (1664) e Theatrum Machinarum Novum (1661).

## Biografia
Lavorò come architetto nella città di Norimberga e si specializzò in idraulica. 
Nel 1661 Böckler scrisse Theatrum Machinarum Novum, un importante lavoro su mulini, pompe e altre macchine idrauliche.
Architectura Curiosa Nova (1664) è la sua opera più importante. Si tratta di un volume sulla teoria e sulla applicazione dell'idrodinamica per fontane, zampilli d'acqua, fontane da giardino e fontanelle; la parte quarta riguarda grotte e padiglioni per giardini. 

## Opere

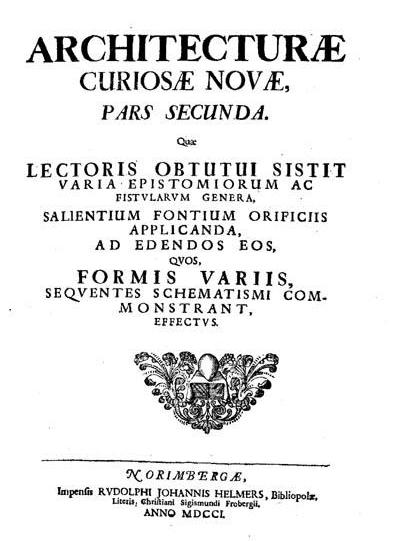
Neue Ergotzliche Sinn-und Kunstreiche auch nutzliche Bau-und Wasser-Kunst vorstellend (1701)

- (LA) Georg Andreas Böckler, Neue Ergotzliche Sinn-und Kunstreiche auch nutzliche Bau-und Wasser-Kunst vorstellend, Rudolph Johannes Helmers, 1701.